# 长岭镇 (镇巴县)
长岭镇，是中华人民共和国陕西省汉中市镇巴县下辖的一个乡镇级行政单位。

## 行政区划
长岭镇下辖以下地区：
花园村、联青村、新房坪村、小长岭村、分方村、降冬河村、宋家沟村、中碗厂村、松树梁村、中坝村、张家岭村和九阵坝村。